# Hanstedt II
Hanstedt II ist ein Ortsteil der Hansestadt Uelzen im niedersächsischen Landkreis Uelzen. Hanstedt II hat weiter einen Ortsteil, Gansau, welcher nördlich an der Gemeindegrenze zu Rätzlingen liegt. Der Hof Wappheus liegt westlich von Gansau.

## Geschichte
In der Zeit von 3500 bis 2800 v. Chr. sind mehrere Großsteingräber bei Hanstedt II entstanden. Diese wurden im 19. Jahrhundert zerstört.
Am 1. Juli 1972 wurde Hanstedt II in die Kreisstadt Uelzen eingegliedert.

## Geografie und Verkehrsanbindung
Der Ort liegt östlich des Kernbereichs von Uelzen an der B 71.
Westlich fließt der Elbe-Seitenkanal.
Die B 493 verläuft nördlich, die B 191 verläuft nördlich und westlich und die B 4 verläuft westlich. Der Neubau der A 39 ist westlich auf Höhe des Lüssberges geplant, am Kreuzungspunkt mit der B 71 würde die Abfahrt Uelzen-Ost entstehen.

## Bauwerke

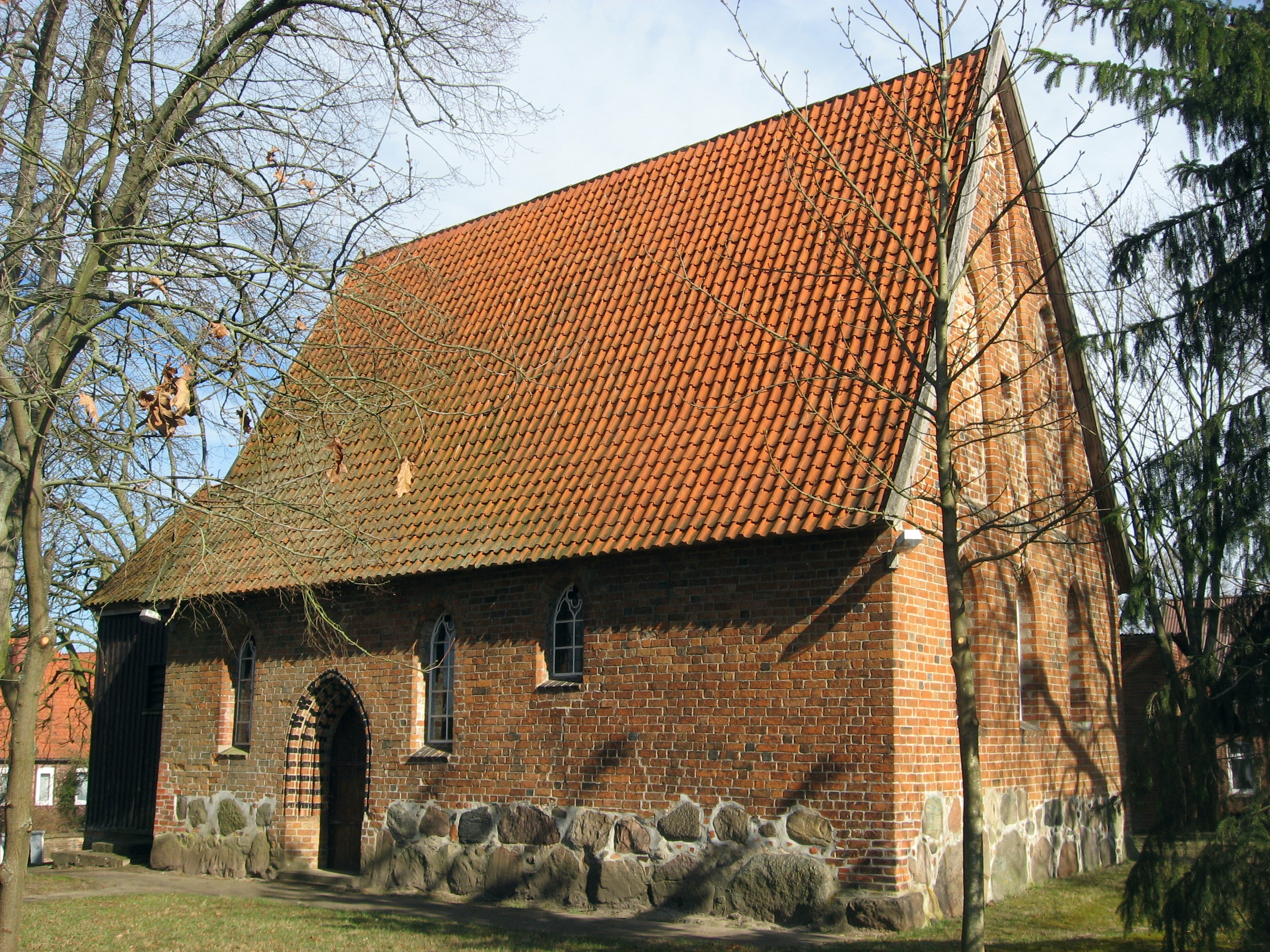
St.-Christophorus-Kapelle in Hanstedt II

Die St.-Christophorus-Kapelle ist eine Backsteinkapelle aus dem 15. Jahrhundert. Sie ist mit einem bemerkenswerten Altaraufsatz aus dem 17. Jahrhundert ausgestattet.